# Adrián Rodríguez (actor)
Adrián Rodríguez Moya (Cornellá de Llobregat, Barcelona, 28 de noviembre de 1988) es un actor y cantante español. Es conocido por sus trabajos en las series de televisión Los Serrano, Física o química y El chiringuito de Pepe.

## Biografía

### Televisión
Ha realizado diversos trabajos en publicidad y televisión. Con el papel de David Bornás más conocido como 'DVD' en Los Serrano, se hizo reconocido entre los años 2005 y 2008. Entre 2009 y 2011, formó parte del elenco de la serie Física o química, producido por Ida y Vuelta Producciones para Antena 3. En esta serie, interpretó a David Ferrán, un chico bisexual de 17 años, quien llevaba varios años como estudiante en el Colegio Zurbarán, donde empezó a darse cuenta de su verdadera orientación sexual.
También participó en una serie de televisión emitida por Internet llamada Gocca, donde interpretó a un chico español que se mudó a París (apareció solo en el episodio 2x02). Además, estuvo presente en varios eventos benéficos, entre ellos, el Partido por la ilusión celebrado el 22 de diciembre de 2012, en el que marcó un gol.
En agosto de 2015, se anunció su fichaje como concursante de la cuarta edición del programa Tu cara me suena de Antena 3, donde quedó en quinta posición por detrás de Ana Morgade y Ruth Lorenzo.
En marzo de 2016 se confirma su participación junto al actor y cantante Christian Mulas, como nuevos concursantes del programa de Telecinco, Levántate All Stars.
En 2017 apareció como invitado en un programa de Samanta y... relacionado con el sexo presentado por Samanta Villar.
El 28 de febrero del 2018 se anuncia su participación en el reality español Supervivientes, aunque abandona tras 18 días por no aguantar el hambre y la dureza del concurso.

### Música
Ganó el concurso Menudas estrellas en 1999, interpretando la canción «Torero» de Chayanne.
Se unió para formar un grupo de música llamado SJK con sus compañeros de la serie Los Serrano: Víctor Elías, Natalia Sánchez y Andrés de la Cruz. El grupo editó dos discos entre 2005 y 2006.
También ha participado como dirigente de la Banda 'Los rebeldes' en el programa de Telecinco Pequeños Gigantes.

## Filmografía

### Series de televisión
| Año        | Serie                            | Papel                       | Cadena      | Notas        |
| ---------- | -------------------------------- | --------------------------- | ----------- | ------------ |
| 2005-2008  | Los Serrano                      | David Borna "DVD"           | Telecinco   | 74 episodios |
| 2009       | UCO                              | Montejas                    | TVE         | 1 episodio   |
| 2009-2011  | Física o Química                 | David Ferrán Quintanilla    | Antena 3    | 50 episodios |
| 2012       | Gocca                            | Héctor                      | Web Serie   | 1 episodio   |
| 2012       | Cenizas y el Edén                | Sergio                      | Web Serie   | 1 episodio   |
| 2014       | Los misterios de Laura           | Sergio                      | TVE         | 1 episodio   |
| 2014       | #XQEsperar                       | Adrián                      | Neox        | 10 episodios |
| 2014; 2016 | El chiringuito de Pepe           | Daniel "Dani" Valiente Leal | Telecinco   | 26 episodios |
| 2018       | Cuerpo de élite                  | Roberto "Rober" Campos      | Antena 3    | 1 episodio   |
| 2020-2021  | Física o químicaː El reencuentro | David Ferrán Quintanilla    | Atresplayer | 2 episodios  |
| 2025       | El gran salto                    | Tatuador                    | Atresplayer | 1 episodio   |

### Programas de televisión
| Año       | Programa                    | Función      | Cadena    |
| --------- | --------------------------- | ------------ | --------- |
| 2011-2014 | Qué tiempo tan feliz        | Invitado     | Telecinco |
| 2014      | Pequeños Gigantes           | Entrenador   | Telecinco |
| 2014      | Killer Karaoke              | Invitado     | Cuatro    |
| 2016      | Cámbiame                    | Participante | Telecinco |
| 2016      | First Dates                 | Invitado     | Cuatro    |
| 2017      | Tu cara no me suena todavía | Invitado     | Antena 3  |
| 2017      | El gran reto musical        | Invitado     | TVE       |
| 2017      | Tu, yo y mi avatar          | Invitado     | Cuatro    |
| 2017      | Samanta y...                | Invitado     | Cuatro    |
| 2018      | Got Talent España           | Invitado     | Telecinco |
| 2018      | Volverte a ver              | Invitado     | Telecinco |
| 2018-2019 | Sálvame                     | Invitado     | Telecinco |
| 2025      | Fiesta                      | Invitado     | Telecinco |

#### Como concursante
| Año       | Programa             | Función                           | Cadena    |
| --------- | -------------------- | --------------------------------- | --------- |
| 1999      | Menudas estrellas    | Concursante - Ganador             | Antena 3  |
| 2015-2016 | Tu cara me suena     | Concursante - 5.º finalista       | Antena 3  |
| 2016      | Levántate: All Stars | Concursante - Eliminado           | Telecinco |
| 2018      | Supervivientes 2018  | Concursante - Abandono voluntario | Telecinco |

### Largometrajes
| Año  | Película                 | Papel | Notas        |
| ---- | ------------------------ | ----- | ------------ |
| 2007 | El vuelo del guirre      | Zeben | Protagonista |
| 2011 | FoQ: Lo que hemos vivido | David | Protagonista |

### Cortometrajes
| Año  | Película              | Papel  |
| ---- | --------------------- | ------ |
| 2003 | Queridos Reyes Magos  | -      |
| 2012 | El regalo de mi padre | Adrián |

## Discografía
- SJK (2005)
- DPM (2006)

## Premios y nominaciones
Menudas Estrellas
| Año  | Resultado            |
| ---- | -------------------- |
| 1999 | Ganador del concurso |

Premios Shangay
| Año  | Categoría                          | Serie            | Resultado                             |
| ---- | ---------------------------------- | ---------------- | ------------------------------------- |
| 2010 | Mejor interpretación de televisión | Física o química | Ganador con Javier Calvo y Sergio Mur |

Grand Prix Corallo Città di Alghero
| Año  | Categoría                | Serie            | Resultado |
| ---- | ------------------------ | ---------------- | --------- |
| 2011 | Mejor actor Film Fiction | Física o química | Ganador   |

Celebrities Awards 2013
| Año  | Categoría                     | Resultado |
| ---- | ----------------------------- | --------- |
| 2013 | Mejor Artista Revelación 2013 | Ganador   |